# SuliX Linux
A SuliX Linux egy iskolásoknak szánt magyar fejlesztésű operációs rendszer volt a GNOME (Professional) vagy a Red Hat (Live) felületével.
A SuliX szoftvercsomagot kifejezetten az oktatási intézmények igényeinek figyelembevételével fejlesztették ki. Készítésénél fontos szempont volt, hogy az oktatási folyamatok átfogó kezelésén túl a tanárok és a diákok számára egyaránt egységes, letisztult, felhasználóbarát kezelőfelületet, azaz valódi informatikai segítséget nyújtson.
Létezik Professional, Live, Szerver és Starter Kit változatban. A Szerver kivételével mindegyik változat a tanuláshoz szükséges szoftvereket is tartalmazza. A Professional változatot telepíteni kell, viszont a Live változatot CD-n vihetik haza a diákok, így otthon is lehet szerkeszteni az iskolában írt dokumentumo(ka)t. A Starter Kithez csak egy ezzel a rendszerrel előtelepített számítógép megvételével lehet hozzájutni, de a többi változat ISO-ját ingyenesen le lehet tölteni. A Szerver fizetős, de ha regisztrálunk, akkor 30 napig ingyen letölthetjük az ISO-ját - bár így korlátlan ideig lehet használni a rendszert, de csak 30 napig lesznek hozzá frissítések.
A Sulix fejlesztői 2025. június 30-án bejelentették az oprendszer hivatalosan megszűnését egyben felszámolták a weboldalt és megszűnt a támogatás is.

## Külső hivatkozások
- Megjelent az iskolákba szánt Sulix Linux-disztribúció első változata
- Sulinet.hu: A SuliX testközelből
- NGPortal.hu: SuliX Professional - Iskoláknak szánt Linux
- Infopoly.info: A SULIX az év bestof-ja
- Network.hu:  Tanulás: Két éve választható az informatika érettségin a windows mellett a linux